# H3h3Productions
Pour les articles homonymes, voir Klein.
h3h3Productions (souvent raccourci en h3h3 ou h3) est une chaîne YouTube israélo-américaine tenue par les vidéastes Ethan et Hila Klein. Elle diffuse principalement du contenu humoristique et satirique sous la forme de vidéos de réaction et de sketchs.
En février 2017, la chaîne compte cinq millions d'abonnés, et cumule plus de 950 millions de vues. Elle possède deux chaînes sœurs : Ethan and Hila, dédiée aux vlogs, et H3 Podcast, hébergeant le talk-show du même nom.

## Biographie

### Ethan Klein

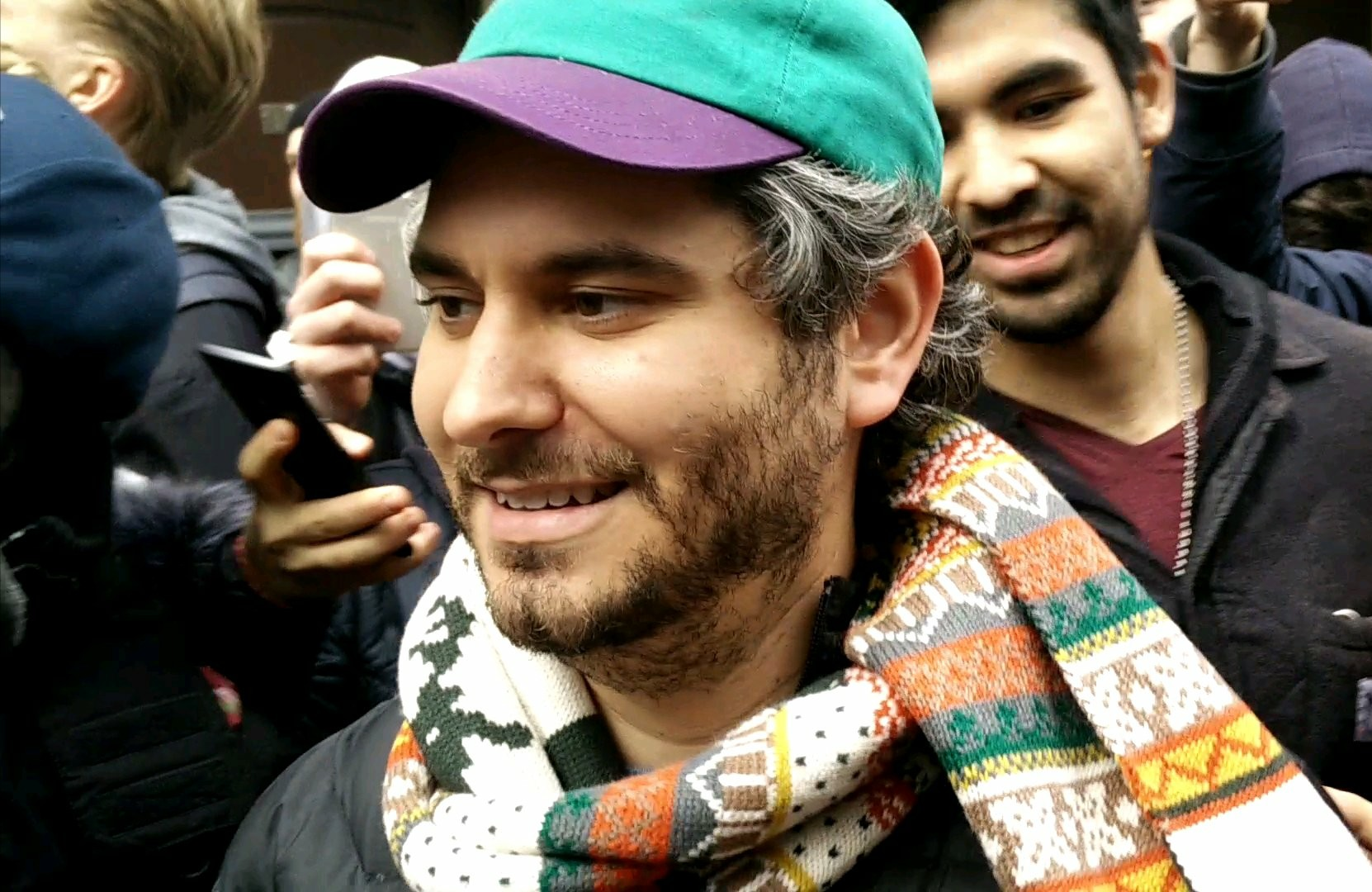
Ethan Klein durant une rencontre de fans, à Stockholm (Suède), en mai 2017.

Ethan Edward Klein naît le 24 juin 1985 à San Diego, en Californie (États-Unis), de parents ashkénazes. Son père, Gary Klein, est le fils biologique du réalisateur Leonard Katzman. Il grandit à Ventura, et étudie à la Buena High School de Californie. Entre 2004 et 2009, il étudie la littérature anglaise à l'Université de Californie à Santa Cruz. Il y obtient son Bachelor's degree of Arts en 2009, figurant sur la Dean's Honors List. Par la suite, il travaille dans le marketing en Israël.

### Hila Klein
Hila Hakmon (en hébreu : הילה חכמון) naît le 12 décembre 1987 à Holon (Israël), de parents séfarades. Son père est juif d'origine libyenne, et sa mère juive d'origine turque. Vers 2006, elle intègre l'armée israélienne pour 2 ans, dans le cadre du service militaire obligatoire. Pendant cette période, elle rencontre Ethan Klein, qui effectue alors son voyage Birthright Israel. Par la suite, elle étudie à l’université Shenkar (en) de Ramat Gan. Le couple s'est marié en 2012.

## La chaîne
La première vidéo de réaction d'Ethan et Hila Klein est publiée en novembre 2013, et a pour sujet une vidéo-poème intitulée Girls Who Read. À l'époque, le couple vit à Tel Aviv, et leurs vidéos sont majoritairement des projets d'Hila pour ses études à l'université. En avril 2015, ils déménagent aux États-Unis.
La chaîne h3h3Productions publie pour la majeure partie des vidéos de réaction. Ces vidéos ciblent un contenu précis avec un angle satirique, le commentent et appuient leur propos par des saynètes. H3h3 est notamment connue pour ses critiques des phénomènes de modes et des personnalités relatives à la Toile, ou pour ses remises en cause de la politique de grands acteurs du net tels que YouTube ou Facebook,. Régulièrement, la chaîne se penche sur les controverses d'actualité sur YouTube, telles que les affaires SoFloAntonio,, CSGO Lotto,, Hugh Mungus et Joey Salads. Elle s'est parfois heurtée aux limites ou au refus du fair use, causant des problèmes de monétisation à leurs vidéos, notamment après les critiques de Matt Hoss et de Prank Invasion[réf. nécessaire].
En 2016, h3h3 est désignée « chaîne YouTube de l'année » par un sondage du site web Reddit.
H3h3 possède deux chaînes sœurs. La première, Ethan and Hila, est dédiée aux vlogs, et héberge des vidéos moins proches du format habituel. Sa première vidéo date d'août 2014.
La seconde porte le nom d'H3 Podcast, et elle héberge le talk-show du même nom depuis mai 2017. L'émission a notamment invité les vidéastes PewDiePie, Michael Stevens, Ian Hecox, Markiplier, Keemstar, Filthy Frank, Boogie2988, Steve-O et Jacksfilms, le réalisateur Justin Roiland, le rappeur Post Malone, et même certaines personnalités ayant fait l'objet d'une ou plusieurs vidéos de réaction, telles que SoFloAntonio, Joey Salads, Jimmie Lee, Jake Paul ou encore Moe et Ethan Bradberry. Certains épisodes sont dédiés à un sujet précis. L'émission H3 Podcast est diffusée en direct sur le compte Twitch d'h3h3, depuis son septième épisode, avant d'être téléversée sur la chaîne YouTube dédiée.

## Controverses

### Hosseinzadeh v. Klein
En avril 2016, le vidéaste Matthew Hosseinzadeh (dit Matt Hoss), dont l'une des productions avait fait l'objet d'une réaction sur la chaîne h3h3, a porté plainte contre Ethan et Hila Klein pour atteinte au droit d'auteur. Le plaignant aurait « poliment demandé le retrait de la vidéo », demande à laquelle les Klein n'auraient pas donné suite. Son avocat, Tim Bukher, accuse h3h3 d'avoir utilisé plus de 70 % du contenu initial « sans apporter de contribution substantielle », ce qui sortirait du cadre du fair use,.
Après la publication d'une vidéo des Klein expliquant la situation, le vidéaste Philip DeFranco a fait appel au financement participatif — via la plate-forme GoFundMe — pour aider le couple a s'acquitter des frais de procédure, invoquant le besoin de protéger le fair use sur YouTube. La levée de fonds permet de récolter 170 000 dollars américains pour un total d'environ 6 000 donateurs. Parmi les donateurs célèbres, on trouve les vidéastes Fine Brothers, PewDiePie, Markiplier et Jacksepticeye, les développeurs Markus Persson et Garry Newman, ainsi que le réalisateur Justin Roiland. Le couple Klein a été défendu par Ryan Morrison (dit Video Game Attorney), et par Michael Lee (de Morrison & Lee LLP) durant le procès.
Le 26 mai 2016, Ethan et Hila Klein annoncent que les fonds levés qui n'auront pas été dépensés lors du procès seront transférés vers un dépôt fiduciaire appelé Fair Use Protection Account (FUPA) et géré par Morrison & Lee LLP, pour aider les vidéastes attaqués sur un problème de fair use et ayant besoin d'être défendus,. Par la suite, Ethan Klein déclare que les fonds levés n'ont même pas suffi à amortir le coût du procès, les accusés ayant dû payer eux-mêmes plus de 15 000 dollars supplémentaires.
Le 27 juin 2016, Michael Lee annonce avoir déposé une motion pour rejeter le procès.
Selon les dépôts judiciaires du mois de novembre 2016, Ethan et Hila Klein ne sont plus défendus par Morrison & Lee LLP. Plus tard, ce changement est confirmé et expliqué par le couple, évoquant des dysfonctionnements. Ils y dévoilent également les nouveaux honoraires, s'élevant à 54 146 dollars américains pour un mois de travail. À la date du 17 mars 2017, le procès prévu pour le 17 avril a été ajourné en attente de la décision des juges sur les motions de jugement.
En mai 2017, le studio Overkill annonce qu'un DLC sur le thème de la chaîne h3h3Productions est en développement pour leur jeu Payday 2. Les recettes devraient aider les vidéastes à payer les honoraires.
Le 23 août 2017, Ethan Klein annonce via Twitter que la chaîne h3h3Productions a gagné le procès. La motion de jugement sommaire proposée par le couple a été acceptée. Les trois accusations, à savoir atteinte au droit d'auteur, déformation des faits (en) et diffamation, ont toutes été rejetées par la juge. Le couple décide de ne pas poursuivre le plaignant pour couvrir leurs frais.

#### Jugement détaillé
La juge Katherine B. Forrest (en) a déclaré que la vidéo des accusés relevait « sans aucun doute » du fair use, car elle émet un propos original — elle décrit d'ailleurs la vidéo comme « la quintessence » du commentaire et de la critique — et transforme ainsi le contenu initial. La vidéo d'h3h3Productions est reconnue comme n'étant pas un « substitut » à la vidéo originale, et comme n'usurpant ainsi pas le marché normalement réservé au détenteur des droits de cette vidéo.
La deuxième accusation, celle de déformation des faits, portait sur une contre-notification du couple Klein au sujet du Digital Millennium Copyright Act. La juge l'a rejetée, d'une part parce que le jugement a établi que la vidéo des Klein relevait bel et bien du fair use et que conséquemment la contre-notification ne pouvait être considérée comme malhonnête puisqu'elle était « factuellement exacte », et d'autre part parce que les accusés défendaient de bonne foi leur vision de l'affaire.
La juge a affirmé que les déclarations du couple Klein à propos des démêlés avec Matt Hoss et la justice — sur lesquels ils étaient attaqués pour diffamation — étaient soit des opinions inattaquables, soit objectivement vrais au regard de la loi. Un des propos ciblés était une phrase d'Ethan Klein : « Je pense que le cœur et l'âme de cette affaire... C'est qu'il n'a pas aimé qu'on s'amuse de lui, et que c'est pour ça qu'il nous poursuit. » Elle a été décrite comme « la quintessence » de l'expression d'une pure opinion. L'autre déclaration dénoncée par le plaignant l'était pour l'omission d'un message électronique envoyé aux Klein, contribuant selon lui à lui peindre le portrait d'un « procédurier facile qui fait immédiatement appel à ses avocats lorsqu'il est critiqué ». La déclaration des Klein selon laquelle « rien ne s'était passé » a été déterminée comme ne ciblant pas forcément les communications avec le plaignant mais les procédures au sens strict. De plus, étant donné que le message omis contenait principalement des menaces de poursuites judiciaires « coûteuses », la déclaration des Klein a été jugée « substantiellement vraie », comme « elle ne produit pas chez le spectateur un état d'esprit différent que celui qu'aurait produit la vérité plaidée. »

### Opposition auWall Street Journal
Plusieurs chaînes notoires, dont h3h3, ont soutenu PewDiePie contre des allégations de nazisme le visant. Le 14 février 2017, le Wall Street Journal a dédié un article à d'autres références faites au nazisme dans les vidéos de PewDiePie, sortant de leur contexte des propos qui étaient censés être tenus sur un ton humoristique. En réponse au buzz, YouTube a mis à la disposition des annonceurs des outils leur permettant de contrôler strictement l'utilisation de leurs publicités, pour qu'ils puissent refuser leur diffusion devant certains contenus considérés comme offensants. Par la suite, Ethan Klein a déploré que ces outils soient largement utilisés sur des contenus ne posant pas de problème, y compris les siens.
Un des auteurs de l'article du Wall Street Journal, Jack Nicas, a écrit un autre article le 24 mars, accusant YouTube de n'être pas assez efficace à priver de publicités les vidéos racistes. Ethan Klein a déclaré que cet article était écrit de façon à susciter un maximum d'indignation pour faire le buzz. L'article s'appuyait notamment sur une annonce de la marque Coca-Cola diffusée devant la vidéo d'une chanson de country intitulée Alabama Nigger, écrite par le suprématiste blanc Johnny Rebel. Après avoir remarqué que la vidéo ne rapportait rien au téléverseur, Ethan Klein a déduit que les vidéos n'étaient pas monétisées, et a accusé John Nicas d'avoir utilisé une capture d'écran truquée. La vidéo dans laquelle il faisait ces allégations a été beaucoup partagée. Quelques heures plus tard, Ethan Klein a été informé que la vidéo était bel et bien monétisée, mais par le biais d'une revendication de droit d'auteur. Ainsi, le téléverseur ne touche rien sur la diffusion des publicités, mais la vidéo rapporte bien au détenteur allégué des droits d'auteur. Le vidéaste a finalement retiré ses accusations. Le Wall Street Journal a, quant à lui, réaffirmé l'authenticité des captures d'écran utilisées dans l'article.